# جورج هاركورت (رسام)
جورج هاركورت (بالإنجليزية: George Harcourt)‏ (مواليد 1868-1947) كان رسامًا اسكتلنديًا.

## سيرة شخصية
ولد جورج في دمبارتون، اسكتلندا في عام 1868 وتوفي في عام 1947. كان هاركورت رساماً للصورة والشخصية، واشتهر برسم أعضاء مؤثرين في المجتمع. درس في مدرسة هيركومر للفنون في بوشي من 1889-1892 ثم انتقل ليصبح رئيس المدرسة. حصل على ترقية ليصبح الرئيس من الجمعية الملكيّة لرسامين البورتريه، في 1945 بعد أن قضى منصب نائب رئيس (1934-45) وكان أيضا المدير للأكاديميّة الملكيّة.
أصبح أول شريك في الأكاديمية الملكية في عام 1919 (ARA) ثم انتخب كأكاديمي (RA) في عام 1926. في عام 1944 انتخب كأكاديمي أقدم (كبار RA) وأصبح مديرا للمدارس في عام 1927.
بعد دراسة الفن في دمبارتون، عمل جورج هاركورت في البداية كمصمم ديكور داخلي للصالونات والكبائن الفاخرة في حوض بناء السفن المحلي لبناء السفن. في عام 1888 ذهب إلى بوشي (شمال لندن) والتحق بمدرسة هيركومر للفنون. تتمتع المدرسة التي أسسها الرسام الألماني هوبرت فون هيركومر في عام 1883، بسمعة جيدة جدا في إنجلترا في ذلك الوقت، وكان معروفة بممارسته لتعليمية غير التقليدية. أصبح هركورت فيما بعد محاضرا في هذه المدرسة الفنية. وفي وقت لاحق، درّس في مدرسة لندن سليد المرموقة للفنون الجميلة، التي درست فيها ابنته آن.
على مر السنين، تغير أسلوب هاركورت في الرسم من ما قبل رافايليت أثرت على الطبيعة (هنا أساسا نوع اللوحات، والمناظر الطبيعية الأكثر ندرة) إلى صورة واقعية تقريبا. هذا الكمال لم يمنحه سمعة كبيرة بين الزملاء فحسب، بل ضمن له أيضا دخلا جيدا كرسام من الطبقة العليا البريطانية.
قدّم إلى الأكاديميّة الملكيّة للفنون براءة إختراع، وهذا أثبت أنه كان لديه مهارات تجاوزت المجموعة الساذجة في سنواته السابقة.
في عام 1893 استعرض جورج مور الأعمال الفنية في الأكاديمية الملكية تعليقًا في مجلة نيو ريفيو، لندن، على صورة عرضت هناك من قبل جورج هاركورت - في النافذة.

## لوحات

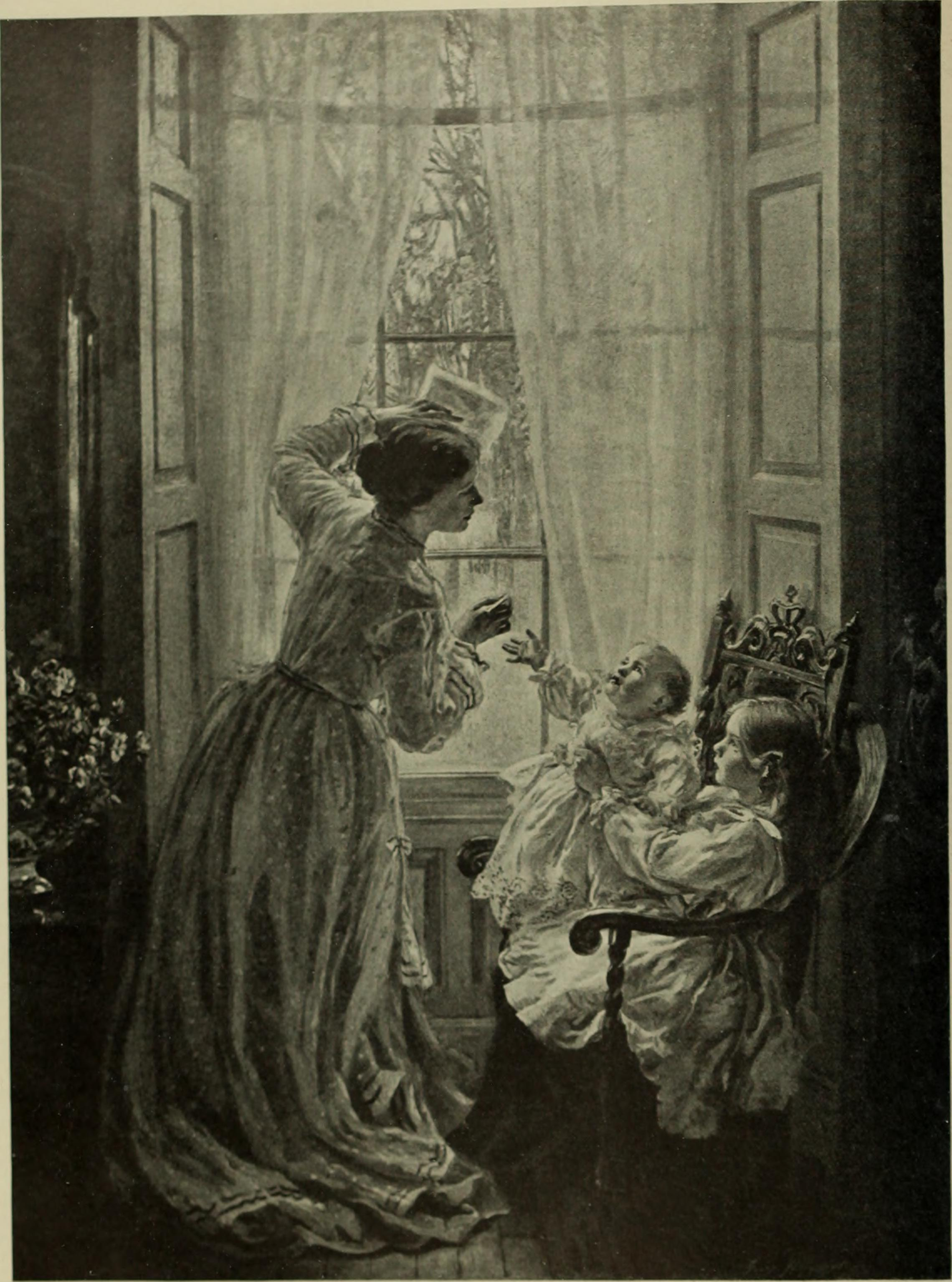
البحث عن المفقودين(1897)
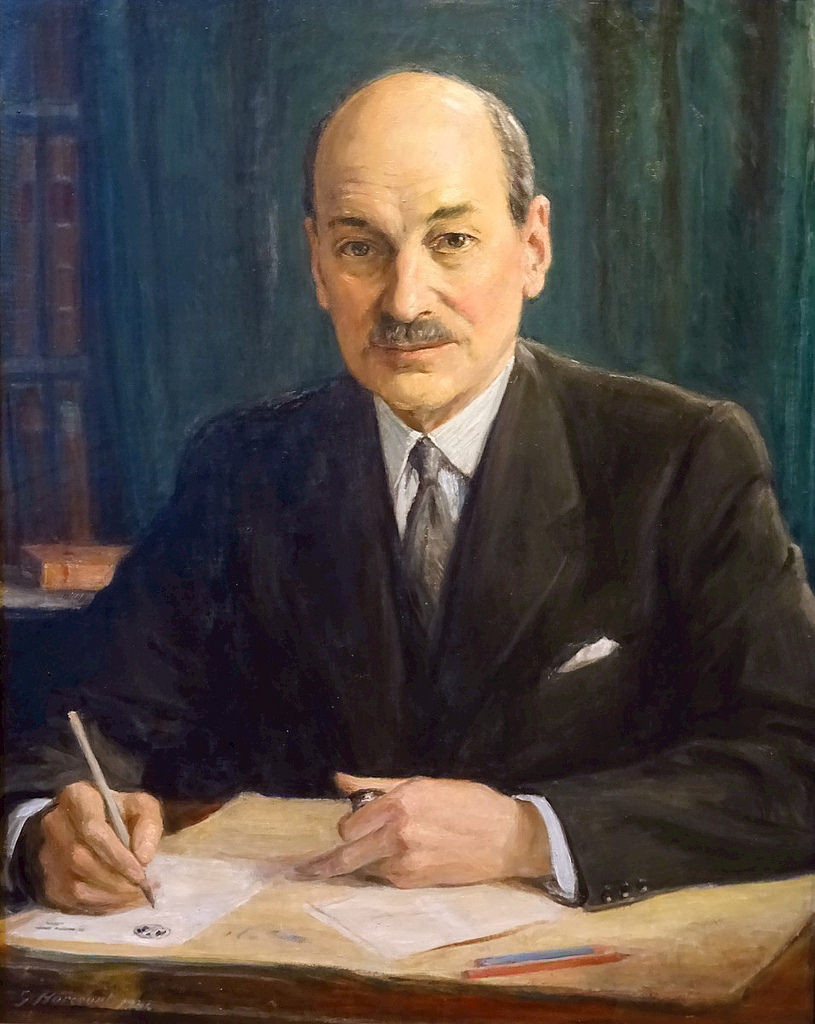
كليمنت أتلي (1946)

- 1893: في النافذة (يعرض في الأكاديميّة الملكيّة)[5]
- 1894: نفسية (يصدر في تبادل الملكيّة في لندن).
- 1899: يغفر (الآن في المعرض الوطني في أديلايد أستراليا)
- 1901: ميريل سنثياوجورج بركنز
- 1905: «ميلودي» (عرضت في متحف دي آرتي دي بونس في بورتوريكو)[6]
- 1910: العيد ميلاد (الآن في معرض فنون ليدي ليفر ميناء ضوء شمس قرب ليفربول)
- 1914: جورج نثانيل كرزون (الذي بدأه هيركمور، أكمله هاركورت، المملوكة لجامعة أكسفورد)
- 1920: صورة لبنت شابّة.
- 1921: صورة من آنسة أنّ هركورت (ابنته فيما بعد أصبحت تلميذته).
- 1924: سيد موريس فيتزموريس (كان الأدميرال مديرًا للمخابرات البريطانية التابعة للقوات البحرية الملكية البريطانية).
- 1931: عائلة كروب فون بوهلين وعائلة هالباخ (المملوكة لمؤسسة كروب في فيلا هيغل).

## الجوائز
تم قبوله في عام 1926 كعضو كامل في الأكاديمية (RA). كان أكاديميًا معاونًا (ARA)، والذي شغله منذ عام 1919. كما أصبح لفترة وجيزة نائب مدير مدارس الأكاديمية الملكية. في عام 1923 حصل على ميدالية ذهبية أخرى في المعرض في صالون باريس.

## المعارض
- معرض الأكاديمية الملكية للفنون (1927).
- المعرض التذكاري لجورج هاركورت وفرانسيس هودج.
- المعهد الملكي للرسامين بالألوان المائية (1949).[7]
- هوبير هيركومير وطلابه/متحف واتفورد، واتفورد 1983، ردمك 0-907958-05-2.[8]
- كتالوج المعرض في متحف واتفورد.